# K. Christopher Beard
Kenneth Christopher Beard (* 24. Januar 1962) ist ein US-amerikanischer Paläontologe. Er ist Kurator für Wirbeltierpaläontologie am Carnegie Museum of Natural History und befasst sich insbesondere mit den evolutionären Ursprüngen der Primaten (Affen).

## Leben
Beard wurde 1989 an der Johns Hopkins University School of Medicine promoviert in der Abteilung Funktionelle Anatomie und Evolution. Sein Promotionsthema trug den Titel Postcranial Anatomy, Locomotor Adaptations, and Paleoecology of Early Cenozoic Plasiadapidae, Paromomyidae, and Micromomyidae (Eutheria, Dermoptera). Neben seiner Stellung am Carnegie Museum ist er Professor für Wirbeltierpaläontologie an der University of Pittsburgh (Mary R. Dawson Chair).
In seinem Buch The hunt for the dawn monkey vertritt er die Ansicht, dass die Ursprünge der Primaten viel früher als bis dahin angenommen und in Asien statt in Afrika anzusiedeln sind. Dazu untersuchte er Fossilienfunde insbesondere aus China und der Mongolei.
Er gehörte zu den Entdeckern der frühesten nordamerikanischen Funde von Teilhardina und von Eosimias einem der frühesten je gefundenen höheren Primaten (Anthropoiden). Mit chinesischen und US-amerikanischen Wissenschaftlern fand er in China 45 Millionen Jahre alte Fußknochen (Knöchel) von Eosimias, von dem bis dahin nur Kiefer und Zähne bekannt waren. Sie ermöglichten die Einstufung als Übergangsformen von Halbaffen zu höheren Primaten, da der Knöchel zeigte, dass sie schon wie höhere Affen eine vierbeinige Fortbewegung auf Bäumen bevorzugten. Sie unterstützten außerdem die Hypothese einer Abstammung der höheren Primaten von den Koboldmakis statt von den Lemuren-artigen Adapidae.
2009 beschrieb er Ganlea megacanina als möglichen Vorfahren der Anthropoiden nach einem Fund aus Burma, was die Hypothese des Ursprungs höherer Affen in Asien weiter untermauerte. Nach Beard wiesen die 38 Millionen Jahre alten Funde außerdem eine Zugehörigkeit zu den ausgestorbenen Amphipitecidae und nicht mit Adapiformes wie die früher im Jahr 2009 beschriebene, aber schon 1983 gefundene Ida (Darwinia) aus der Grube Messel. Die hohe Spezialisierung auf hartschalige Früchte (ähnlich wie die Sakis im Amazonasbecken) ist nach Beard ein Hinweis auf die nähere Verwandtschaft der Amphipitecidae zu den Anthropoiden.
Mit Jean-Jacques Jaeger und anderen fand er auch in Funden aus Libyen die frühesten bekannten eozänen Verzweigungen von Anthropoiden in Afrika. Da die Funde aus drei verschiedenen Familien stammen und ältere Funde in damals vom Meer umgebenen Afrika fehlen sieht Beard dies mit seinen Kollegen als Beleg für eine Herkunft der Vorstufen höherer Primaten aus Asien.
Beard befasst sich auch mit der Säugerevolution in Nordamerika an der Wende Paläozän zu Eozän.
2000 war er MacArthur Fellow.

## Schriften
- The hunt for the dawn monkey. Unearthing the origins of monkeys, apes and humans. University of California Press, Berkeley 2004 (Das Buch erhielt den W. W. Howells Book Award der American Anthropological Association und den 2005 Science Book Award der Phi Beta Kappa Society)
- mit Shawn M. Lehman, John G. Fleagle (Hrsg.): Primate Biogeography: Progress and Prospects. Springer, 2006
- Basal Anthropoids. In: Walter Carl Hartwig (Hrsg.): The primate fossil record. Cambridge University Press, 2002
- Early Wasatchian mammals from the gulf coastal plain of Mississippi. In: Gregg F. Gunnell (Hrsg.): Eocene biodiversity: unusual occurences and rarely sampled habitats. Springer, 2001
- mit Mary R. Dawson (Hrsg.): Dawn of the age of mammals in Asia. Carnegie Museum of Natural History, 1998